# Лантаноїди
Лантаніди, Лантаноїди — група з 15 хімічних елементів 3-ї групи періодичної системи з порядковими номерами 57—71 від лантану до лютецію. До лантанідів належать: лантан, церій, празеодим, неодим, прометій, самарій, європій, гадоліній, тербій, диспрозій, гольмій, ербій, тулій, ітербій, лютецій.
Термін «лантаноїди» іноді використовується для позначення всіх лантаноїдів, включаючи лантан, а іноді лютецій опускається. Лантаноїди є підмножиною перехідних металів та рідкісноземельних металів.
Лантаніди — група м'яких, хімічно активних, сріблясто-білих металів, подібних за фізичними й хімічними властивостями до лантану, що зумовлюється однаковою будовою зовнішніх електронних оболонок їхніх атомів. Електронна конфігурація усіх лантанідів відрізняється числом електронів на внутрішній 4f-оболонці — від нуля у лантану до максимально можливого числа 14 для лютецію. Внаслідок лантаноїдного стиснення з ростом порядкового номера лантоноїду атомний чи йонний радіуси елементу зменшуються і досягають мінімум для лютецію.
Разом з лантаном, ітрієм і скандієм утворюють групу рідкісноземельних елементів.

## Галерея
| 57 La  | 58 Ce | 59 Pr | 60 Nd |
| 61* Pm | 62 Sm | 63 Eu | 64 Gd |
| 65 Tb  | 66 Dy | 67 Ho | 68 Er |
| 69 Tm  | 70 Yb | 71 Lu |       |
| ------ | ----- | ----- | ----- |

## Знаходження у природі
З погляду знаходження у природі лантаноїди діляться на 2 групи: церієву (Ce, Pr, Nd, Pm, Sm, Eu) та ітрієву (Gd, Tb, Dy, Ho, Er, Tm, Yb, Lu). Цей розподіл ґрунтується на тому, що в одних мінералах зустрічаються переважно церій і його «група», а в інших — ітрій разом з рештою елементів. До мінералів церієвої групи відноситься монацит (Ce, La, Nb….)PO4. Він утворює розсипи монацитового піску, куди, окрім нього, входить кварц, рутил, оксид торію. У монацитовому піску містяться всі мінерали церієвої групи. Елементи цієї ж групи містяться в ізоморфних фторокарбонатах (Ce, La….) FCO3 (бастнезит), а також у власному силікаті Ce2Si2O7 (церит). До мінералів ітрієвої групи належить ксенотим (Y, Eu, Gd,…)РО4, в якому лантаноїди ізоморфно заміщають один одного.
Другий по важливості рідкісноземельний мінерал — бастнезит — багато в чому схожий на нього. Бастнезит теж важкий, теж блискучий, теж не постійний за забарвленням (найчастіше яскраво-жовтий). Але хімічно з монацитом його поєднує тільки великий вміст лантану і лантаноїдів. Якщо монацит — фосфат, то бастнезит — флуорокарбонат рідкісних земель, його склад звичайно записують так: (La, Се)FCO3. Але, як часто буває, формула мінералу не повністю відображає його склад. У цьому випадку вона вказує лише на головні компоненти: у бастнезиті 36,9-40,5 % оксиду церію і майже стільки ж (у сумі) оксидів лантану, празеодиму і неодиму. Але звичайно у ньому є і решта лантаноїдів.
Є навіть селективний неодимовий мінерал — ешиніт. У цей мінерал входять оксиди кальцію, торію, танталу, ніобію, ітрію, лантану і лантаноїдів, з яких в ньому найбільше церію і неодиму.
Лантаноїди поширені в природі не однаково. Найбільш труднодоступні лантаноїди — тербій, тулій, лютецій (все це лантаноїди з непарними атомними номерами) — коштують дорожче золота і платини. Єдині на сьогодні відомі мінерали, що містять у своєму складі гадоліній -  леперсоніт-(Gd), монацит-(Gd) та ксенотим-(Gd).
Ресурси лантанідів досить значні — сумарний масовий вміст лантанідів (разом з лантаном) у земній корі 0,01 %, що близько до вмісту міді. Найбільш розповсюдженими є La, Ce i Nd. Відомо понад 250 мінералів, які містять лантаніди. З них власних мінералів лантанідів — 60-65 (вміст рідкісних земель понад 5-8 %). Це головним чином фосфати, фториди або флуорокарбонати, титаноніобати. Найважливіші мінерали, які містять лантаніди: монацит, ксенотим, бастнезит, гадолініт, ортит, лопарит, евксеніт, фергусоніт, самарськіт. Лантаніди концентруються в різних типах магматогенних, осадових та метаморфогенних родовищ.
В Україні руди лантанідів не видобуваються. Потреби країни (бл. 100 т/рік) покриває імпорт. Промислові концентрації лантанідів виявлені у південно-східній та південно-західній частинах Українського щита.

## Фізичні властивості
Лантаноїди у вигляді простих речовин — сріблясто-білі метали (празеодим і неодим злегка жовтуватого кольору), що блякнуть у вологому повітрі. Всі лантаноїди в основному мають структуру ГЩУ (гексаганально щільно упакована), за винятком європію (об'ємно-центровані кристалічні ґратки), ітербію (гранецентровані кристалічні ґратки) і самарію, який кристалізується у ромбоедричній структурі. Метали підродини церію пластичні, порівняно м'які, причому їх твердість зростає із збільшенням атомного номера, за винятком ітербію, який має аномально високу провідність; вона в 3 рази більша, ніж у інших лантаноїдів, які за цим параметром наближаються до ртуті. Всі лантаноїди — парамагнетики, але лютецій має слабку магнітну сприйнятливість, а європій, гадоліній, диспрозій і ербій при температурі, нижчій за кімнатну, володіють феромагнетизмом. Тільки гадоліній має найвищу точку Кюрі (16 °С). Цікаві магнітні властивості має диспрозій, який залежно від температури проявляє властивості парамагнетика, феромагнетика і антиферомагнетика. Найбільш тугоплавкими є тулій і лютецій. У характері зміни tпл лантаноїдів чітко виявляється внутрішня періодичність. Мінімальні tпл мають європій і ітербій, у яких є стійкі 4f75d°6s2 і 4f145d°6s2 електронні конфігурації. Легкоплавкі лантан, церій і празеодим характеризуються високими tкип, тобто є важковипаровуваними. Європій і ітербій у ряді лантаноїдів мають найнижчі tкип — найбільш леткі. Гадоліній відрізняється від інших лантаноїдів найбільшим електричним опором і теплопровідністю. Лист металевого гадолінію у декілька сантиметрів має таку ж надійність, що і багатометрова товща бетону або води. Електропровідність ітербію в 3 рази більше, ніж у решти лантаноїдів.
Всі лантаноїди — досить важкі метали.
Фізичні властивості лантаноїдів:
| Елемент   | ρ, г/см3 | Тпл, 0С | Ткип, 0С |
| --------- | -------- | ------- | -------- |
| Лантан    | 6,17     | 920     | 3454     |
| Церій     | 6,66     | 795     | 3257     |
| Празеодим | 6,78     | 935     | 3212     |
| Неодим    | 7,00     | 1024    | 3127     |
| Прометій  | 7,22     | 1027    | 2730     |
| Самарій   | 7,54     | 1072    | 1752     |
| Європій   | 5,26     | 826     | 1597     |
| Гадоліній | 7,90     | 1321    | 3233     |
| Тербій    | 8,27     | 1356    | 3041     |
| Диспрозій | 8,54     | 1406    | 2335     |
| Гольмій   | 8,80     | 1461    | 2572     |
| Ербій     | 9,05     | 1497    | 2510     |
| Тулій     | 9,33     | 1545    | 1732     |
| Ітербій   | 6,98     | 824     | 1193     |
| Лютецій   | 9,84     | 1652    | 3315     |

## Хімічні властивості
За своїми хімічними властивостями лантаноїди — досить активні метали, що взаємодіють з більшістю неметалів і утворюють сплави з багатьма металами. Із збільшенням порядкового номера лантаноїду його хімічна активність зменшується. Наприклад, церій на повітрі згорає при нижчій температурі, ніж магній і алюміній, неодим окиснюється поволі, а гадоліній стійкий на повітрі протягом багатьох місяців.
Усі лантаноїди взаємодіють з водою з виділенням водню:
2Ме + 6Н2О→2Ме(ОН)3 + ЗН2↑
Се + 2Н2О → СеО2 + 2Н2↑
Реагуючи з водою, тільки європій утворює розчинний кристалогідрат жовтого кольору, який при зберіганні біліє. Очевидно, тут відбувається подальше розкладання до оксиду європію:
2Eu + 10Н2О → 2Eu(ОН)3 •2Н2О + 5Н2↑
2Eu(OH)3 •2H2O → Eu2О3 + 5Н2О
Хімічна активність простих речовин лантаноїдів дуже висока, тому вони взаємодіють майже зі всіма елементами періодичної системи.
Лантаноїди також утворюють безперервні тверді розчини з металами підгрупи галію. При взаємодії лантаноїдів, наприклад, із скандієм виникають дуже міцні металіди.

## Отримання лантаноїдів
Основний спосіб отримання лантаноїдів — відновлення металів з їх оксидів воднем або іншими відновниками.
А. Н. Даапе і Ф.Спендінг розробили двостадійний спосіб отримання елементарного диспрозію. Спочатку окисел диспрозію перетворюють на фторид, на який потім діють металевим кальцієм при швидкому нагріванні: Dy2O3 + 6HF → 2DyF3 + ЗН2О
2DyF3 + ЗСа1500 °C → 3CaF2 + 2Dy
Такий спосіб дозволяє одержувати метал високої чистоти. Тербій одержують, відновлюючи Tb2Оз кальцієм або електролізом розплаву TbC13.
Завдяки впровадженню передових технологій отримання лантаноїдів, такі, як іонний обмін, зонна плавка, екстракція, одержують метали з великим виходом і високої чистоти.
Теоретично з броміду самарію можливо виділити чистий метал. Проте при взаємодії з активними металами основна маса початкової речовини сублімується: SmBr2 + Ва → Sm + BaBr2.
Лантан одержують з монациту в декілька стадій. Перша стадія концентрації відбувається вже на дразі. Густина монациту 4,9-5,3, а звичного піску — в середньому 2,7 г/см³. При такій різниці у вазі гравітаційне розділення не становить особливих труднощів. Але, окрім монациту, в тих же пісках є інші важкі мінерали. Тому щоб одержати монацитовий концентрат чистотою 92-96 %, застосовують комплекс гравітаційних, магнітних і електростатичних методів збагачення. У результаті попутно одержують ільменітовий рутил, цирконовий та інші цінні концентрати.
Як і всякий мінерал, монацит треба «розкрити». Найчастіше монацитовий концентрат обробляють для цього концентрованою сірчаною кислотою. Сульфати рідкісноземельних елементів і торію, що утворюються, вилуговують звичайною водою. Після того, як вони перейдуть в розчин, в осаді залишаються кремнезем і частина циркону, що не відділилася на попередніх стадіях.
На наступній стадії розділення витягують короткоіснуючий радій-228, а потім і торій — іноді разом з церієм, іноді окремо. Відділення церію від лантану і суміші лантаноїдів не особливо складне: на відміну від них, він здатний проявляти валентність 4+ і у вигляді гідроксиду Се(ОН)4 переходити в осад, тоді як його тривалентні аналоги залишаються в розчині. Варто відзначити, що операція відділення церію, як, втім, і попередні, проводиться багато разів — щоб якомога повніше «вичавити» дорогий рідкісноземельний концентрат.
Після того, як церій, виділений в розчині найбільше лантану (у вигляді нітрату La(NO3)3, оскільки на одній із проміжних стадій сірчана кислота була замінена азотною, щоб полегшити подальше розділення). З цього розчину і одержують лантан, додаючи аміак, нітрати амонію і кадмію. За наявності Cd(NO3)2 розділення більш повно. За допомогою цих речовин всі лантаноїди переходять в осад, у фільтраті ж залишаються лише кадмій і лантан. Кадмій обкладають сірководнем, відділяють осад, а розчин нітрату лантану ще кілька разів очищають дробовою кристалізацією від домішок лантаноїдів.
Таким чином, одержують хлорид лантану LaC13-. Електроліз розплавленого хлориду дає лантан чистотою до 99,5 %. Ще чистіший лантан (99,79 % і вище) одержують кальцієтермічним способом. Така традиційна класична технологія.

## Застосування лантаноїдів
Лантаніди знайшли дуже широке застосування в промисловості, техніці і металургії. З лантаноїдами пов'язана одна з найзначніших подій останніх десятиліть у чорній металургії.
При отриманні високоміцного чавуну модифікують його магнієм. Добавка магнію примушує графіт перейти в кулясту або глобулярну форму, що більш рівномірно розподіляється в металі. У результаті значно поліпшується структура, а з нею і механічні властивості чавуну. Проте легування чавуну магнієм вимагає додаткових витрат: реакція відбувається дуже бурхливо, розплавлений метал бризкає в усі боки, у зв'язку з чим доводилося споруджувати для цього процесу спеціальні камери.
Лантаноїди діють на метал аналогічно: «прибирають» оксидні домішки, зв'язують і виводять сірку, сприяють переходу графіту у глобулярну форму. І при цьому немає потреби в спеціальних камерах — реакція проходить спокійно.
На тонну чавуну вводять всього 4 кг (0,4 %) сплаву фероцерію з магнієм, і міцність чавуну збільшується удвічі. Такий чавун у багатьох випадках можна використовувати замість сталі, зокрема при виготовленні колінчастих валів. Високоміцний чавун на 20-25 % дешевше за решту відливань і в 3-4 рази дешевше сталевих поковок. Стійкість проти стирання у чавунних шийок валів виявилася в 2-3 рази вище, ніж у сталевих. Колінчасті вали з високоміцного чавуну вже працюють в тепловозах, тракторах та інших важких машинах.
Рідкісноземельні елементи додають в сталь різних сортів в основному у вигляді сплаву із залізом (фероцерій) або у вигляді мішметалу (49,5–65 % Се, до 44 % La, Pr, Nd, 4,5-5 % Fe, 0,5 % А1 та ін.). У всіх випадках ця добавка працює як сильний розкиснювач, чудовий дегазатор і десульфатор. У деяких випадках лантаноїдами легують леговану сталь. Хромонікелеві сталі важко прокатувати. Всього 0,03 % мішметалу, введені в таку сталь, набагато збільшує її пластичність. Це полегшує обробку металу різанням і виготовлення поковок.
Рідкісноземельні елементи вводять і до складу легких сплавів. Відомий, наприклад, жароміцний сплав алюмінію з 11 % мішметалу. Добавки лантану, церію, неодиму і празеодиму дозволили більш ніж утричі підняти температуру розм'якшення магнієвих сплавів і одночасно підвищили їх корозійну стійкість. Після цього сплави магнію з рідкісноземельними елементами стали застосовувати для виготовлення деталей надзвукових літаків, оболонок штучних супутників Землі, керованих снарядів. На основі церію і мішметалу виготовляють пірофорні сплави, що дають іскру при терті. Такі сплави застосовують при створенні трасуючих куль, снарядів. На снаряд надягають насадку з пірофорного сплаву, а роль диска, що висікає іскру, відіграє тертя об повітря.
Рідкісноземельні добавки покращують властивості і інших важливих металів: міді, хрому, ванадію, титану та ін.
П'ятипроцентна добавка гадолінію помітно підвищує міцність і межу текучості сплавів на титановій основі. Диспрозієві добавки (разом з ербієм і самарієм) застосовують до сплавів на основі цирконію. Такі сплави набагато кращі, ніж чистий цирконій, піддаються обробці тиском. Можливе також і легування цинку диспрозієм.
Сполуки гадолінію зберігають магнітні властивості. При наднизьких температурах сплав гадолінію з церієм і рутенієм набуває надпровідності, будучи ідеальним провідником електрики. Оксид гадолінію, доданий до феритів, дозволяє збільшити контрастність рентгенівських знімків, а борид (GdB) дозволяє створювати катоди електронних приладів з дуже великими термінами дії. Таким чином, для магнетохімії становлять інтерес і сам гадоліній, і його сполуки, і сплави. Інший сплав гадолінію з титаном застосовують як активатор у стартерах люмінесцентних ламп.
Інтерметаліди самарію є чудовим матеріалом для створення сильних постійних магнітів — SmCo5, що входять до складу сплаву самарію з кобальтом. Такий магніт розміром з кулак може підняти «Жигулі» з чотирма пасажирами.
Друга не менш важлива галузь застосування лантаноїдів — атомна енергетика. У гадолінію-157 (його частка в природній суміші 15,68 %) перетин захоплення перевищує 150000 барн. Це «рекордсмен» серед усіх стабільних ізотопів. Великий перетин захоплення гадолінію дає можливість застосовувати його при управлінні ланцюговою ядерною реакцією і для захисту від нейтронів.
Прометій-147 використовують у мініатюрних (не більше канцелярської кнопки) атомних батареях. Вони здатні давати енергію протягом декількох років.
Сплави церію з плутонієм і торієм використовуються як ядерне паливо.
Оптична промисловість теж є хорошим споживачем лантаноїдів і їх сполук. Широко використовують оксид лантану — головний компонент оптичних стекол. Додавання оксиду лантану в стекла підвищує їх показник заломлення і дає можливість зменшити розміри фотооб'єктива при тій самій світлосилі і набагато поліпшити якість кольорової зйомки.
Разом з неодимом і церієм празеодим входить до складу захисних стекол для зварювальних робіт. Неодимові стекла використовують у лазерах. Оксид неодиму при вмісті його не нижче 4,3 % додає склу так званий «олександритовий» ефект — здатність змінювати своє забарвлення залежно від освітлення. Неодимове скло використовують не тільки для виготовлення красивих ваз і художніх виробів. Іон Nd3+ дає лазерне випромінювання в інфрачервоній області спектру. Для спеціальних стекол одержують окисел неодиму надзвичайно високої чистоти — 99,996 % Nd2O3. Самарій вводять до складу стекол, здатних люмінесціювати і поглинати інфрачервоне проміння. Празеодим забарвлює скло в яскраво — зелений колір, церій — у світло-жовтий. Важливе значення набув європій як активатор люмінофорів. Зокрема, окисел, оксисульфід і ортованадат ітрію YVO4, використовувані для отримання червоного кольору на телевізійних екранах, активуються мікродомішками європію. Мають практичне значення й інші люмінофори, активовані європієм. Основу їх складають сульфіди цинку і стронцію, фториди натрію і кальцію, силікати кальцію і барію.
Багато лантаноїдів застосовують і в кераміці. Кераміку з добавками церію використовують у ракетобудуванні: вона тугоплавка. На основі ітрію з додаванням цирконію робиться жароміцна кераміка. Деякі її різновиди прозорі як скло. Керамічні матеріали, в які входить окисел самарію (порошок блідо-кремового кольору), стали використовувати як захисні матеріалів в реакторобудуванні. Оксиди гадолінію, самарію і європію входять до складу захисних керамічних покриттів від теплових нейтронів у ядерних реакторах. Церій використовується в газогартівних лампах.
Не обійшли лантаноїди і хімічну галузь. Сполуки лантаноїдів використовуються як каталізатори. Здатність їх з'єднуватися з атмосферними газами використовується для створення високого вакууму. Оксид празеодиму корисний для каталітичного процесу низькотемпературного окиснення аміаку. Цей же оксид застосовують як діелектрик з мінімальним коефіцієнтом теплового розширення.
Вельми значною сферою застосування оксидів лантаноїдів є абразивні матеріали, наприклад, добре відомий склад «полірит». Це найефективніший порошок для полірування.